# Amyciaea forticeps
Amyciaea forticeps là một loài nhện trong họ Thomisidae.
Loài này thuộc chi Amyciaea. Amyciaea forticeps được Octavius Pickard-Cambridge miêu tả năm 1873.